# یواس‌اس سامار (ای‌آرجی-۱۱)
یواس‌اس سامار (ای‌آرجی-۱۱) (به انگلیسی: USS Samar (ARG-11)) یک کشتی بود که طول آن ۴۴۱ فوت ۶ اینچ (۱۳۴٫۵۷ متر) بود. این کشتی در سال ۱۹۴۴ ساخته شد.